# Hessea pilosula
Hessea pilosula är en amaryllisväxtart som beskrevs av D.Müll.-doblies och U.Müll.-doblies. Hessea pilosula ingår i släktet Hessea och familjen amaryllisväxter. Inga underarter finns listade i Catalogue of Life.